# Kızılırmak
Der 1355 km lange Kızılırmak (kɯˈzɯlɯɾmak, altgriechisch Ἅλυς Hálys, hethitisch Maraššanta) ist der längste ausschließlich durch die Türkei fließende Fluss. Der heutige Name Kızılırmak bedeutet übersetzt „Roter Fluss“; die Farbe wird durch eisenhaltigen Ton hervorgerufen, den er mit sich führt.

## Flusslauf
Der Fluss entspringt im ostanatolischen Hochland etwa 150 km westlich vom Ursprung des Euphrats. Seine Quelle befindet sich etwa 120 km östlich von Sivas am Kızıl und Kumanlı Dağ. Zuerst in West- und Südwestrichtung fließend, wendet er sich im zentralen Anatolien nach Durchfließen des Hirfanlı-Stausees nach Norden bzw. Nordosten und durchbricht dann das Pontische Gebirge, in dem er durch den Altınkaya-Stausee fließt. Danach mündet der Kızılırmak in einem breiten Delta etwas nordwestlich von Samsun bzw. etwas nördlich von Bafra in das Schwarze Meer.
Beim Ort Beydeğirmeni im Bezirk Kocasinan der Provinz Kayseri überquert die seldschukische Tekgöz-Brücke den Fluss.
Das Delta des Flusses gilt im Sinne der Ramsar-Konvention als besonders schützenswertes Feuchtlandgebiet.
Der Kızılırmak ist auf Grund seiner saisonal sehr unterschiedlichen Wasserführung und seiner Stromschnellen nicht schiffbar.

## Geschichte
Die Hethiter nannten den Kızılırmak Maraššanta. In der griechisch-römischen Antike hieß der Fluss Halys (altgriechisch Ἅλυς). Er bildete eine wichtige und oft umkämpfte Grenze zwischen verschiedenen Reichen. Der Halys bildete die Westgrenze des Reiches der Meder zur Zeit seiner größten Ausdehnung im 6. Jahrhundert v. Chr. Der doppelsinnige Spruch des Orakels von Delphi gegenüber dem Lyderkönig Kroisos, er werde beim Überschreiten des Halys „ein großes Reich zerstören“, bezieht sich auf die Funktion des Flusses als Landesgrenze zwischen den Lydern und den Persern, deren Herrschaft auf die der Meder folgte: Kroisos zerstörte schließlich sein eigenes Reich, als er gegen Kyros II. zu Felde zog.
In der Geographiegeschichte ist als Kuriosum zu vermerken, dass bis in die letzten Jahre des 19. Jahrhunderts in Europa die Lage des Mittellaufs des Kızılırmak zwischen Kesikköprü bei Kırşehir und Köprüköy unbekannt war.